# Shantel VanSanten
Shantel VanSanten (født 25. juli 1985) er en amerikansk skuespillerinde og model, bedst kendt for sit arbejde på Sports Illustrated Swimsuit Model Search. Hun har også medvirket i You and I, The Final Destination og syvende sæson af One Tree Hill.